# David Bižić

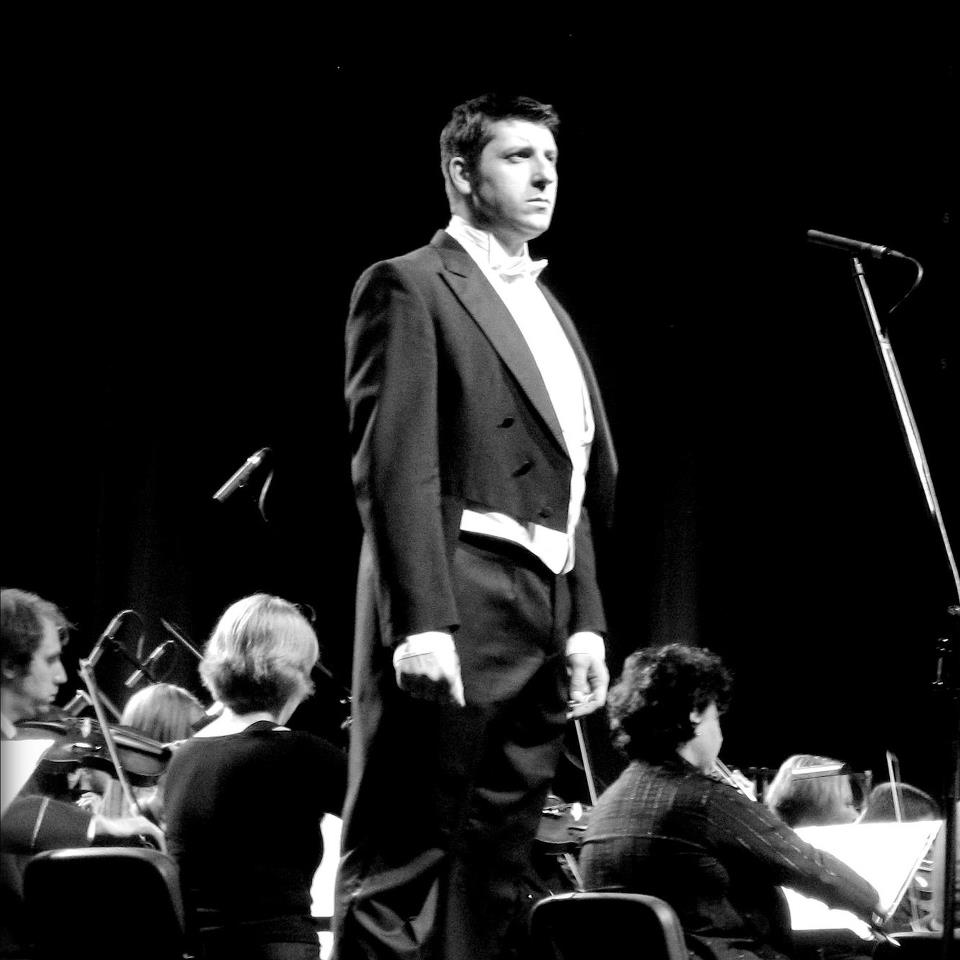
David Bižić (2012)

David Bižić ([david biʒitɕ]; serbisch-kyrillisch Давид Бижић; hebräisch 'דוד ביז'יץ; * 25. November 1975 in Belgrad, SFR Jugoslawien) ist ein serbisch-israelischer Opern- und Konzertsänger (Bariton).

## Leben
Nach seiner Übersiedlung nach Israel im Jahr 2000 wurde er Mitglied des International Vocal Arts Institute und des New Israeli Opera Young Artist Studio. 2003 trat er dem Centre de Formation Lyrique der Pariser Oper bei.
Zu seinen ersten Auftritten zählten Partien in Manon, Pelléas et Mélisande, Saint François d’Assise, Il trovatore, Tristan und Isolde und Aus einem Totenhaus. An der Pariser Oper (Opéra Bastille) sang er u. a. Massetto und Leporello in Don Giovanni, Schaunard in La Bohème, Mathieu in Andrea Chénier.
Der Bassbariton wird besonders für seine Mozart-Interpretationen geschätzt, wie Figaro in Le nozze di Figaro (Opéra Angers-Nantes, Opéra national du Rhin Strasbourg, Opéra de Monte-Carlo, Grand Théâtre de Genève und Grand Théâtre de Bordeaux), Leporello in Don Giovanni (Wiener Staatsoper, Pariser Oper, Dorothy Chandler Pavilion Los Angeles, Deutsche Oper Berlin, Bolschoi-Theater Moskau, Toulouse, Rennes, Opéra National de Montpellier, Palau de les Arts Reina Sofía Valencia), Publio in La clemenza di Tito (Avignon) und Masetto in Don Giovanni (Pariser Oper, Teatro Real Madrid, Festival d’Aix-en-Provence).
Er sang Escamillo in Carmen (Nationaltheater Belgrad), den Oberpriester in Samson et Dalila (Stockholm) und Schaunard in La Bohème (Royal Opera House Covent Garden London und Pariser Oper), Albert in Werther (Metropolitan Opera), Guglielmo in Così fan tutte (Pariser Oper) und Marcello in La Bohème (Grand Théâtre de Bordeaux).
Beim internationalen Gesangswettbewerb „Operalia“ in Paris gewann er 2007 den zweiten Preis.

## Belege
1. 1 2 3 4 5 6 7 8  David Bizic. In: Royal Opera House. Abgerufen am 8. Mai 2017.
2. ↑  Bizic David, baritone. In: israel-opera.co.il. Abgerufen am 8. Mai 2017 (englisch).
3. ↑  David Bizic als „Leporello“ in „Don Giovanni / Don Juan“  | Spielplanarchiv Der Wiener Staatsoper. https://archiv.wiener-staatsoper.at/search/person/9962/role/316, eingesehen am 11. Februar 2024.
4. ↑  “Metropolitan Opera Archives.” David Bizic Performances at the Metopera, http://archives.metopera.org/MetOperaSearch/search.jsp?q=%22David%20Bizic%22&&sort=PDATE@1@2Vorlage:Toter+Link/archives.metopera.org+(Seite+nicht+mehr+abrufbar,+festgestellt+im+November+2024.+Suche+in+Webarchiven) Datei:Pictogram+voting+info.svg Info:+Der+Link+wurde+automatisch+als+defekt+markiert.+Bitte+prüfe+den+Link+gemäß+Anleitung+und+entferne+dann+diesen+Hinweis.. Accessed 11 Feb. 2024.

| Personendaten    | Personendaten                                                |
| ---------------- | ------------------------------------------------------------ |
| NAME             | Bižić, David                                                 |
| ALTERNATIVNAMEN  | Бижић, Давид (serbisch); 'ביז'יץ, 'דוד (hebräisch)           |
| KURZBESCHREIBUNG | serbisch-israelischer Opern- und Konzertsänger (Bassbariton) |
| GEBURTSDATUM     | 25. November 1975                                            |
| GEBURTSORT       | Belgrad, SFR Jugoslawien                                     |